# Joseph Vanderlinden
Joseph Van der Linden (15. maj 1798 i Bruxelles – 1877) var medlem af den provisoriske regering under den belgiske revolution i 1830.
Han var søn af Petronilla Waffelaer og Jean-Baptiste Van der Linden, som var notar i Bruxelles.
Den 26. september 1830 efter at den hollandske regerings styrker var trængt ind i Bruxelles blev der nedsat en provisorisk belgisk regering. Van der Linden blev sekretær og ansvarlig for finanserne. Han tog aktivt del i revolutionen og arbejdede meget sammen med Joseph Ferdinand Toussaint.
I 1840 blev Van der Linden ansvarlig for finanserne først i Brügge og senere i Mons. I 1846 blev han valgt som liberalt byrådsmedlem i Brügge. Omkring samme tidspunkt giftede han sig med Sylvie de la Rue, enken efter maleren Joseph Odevaere.
Van der Linden døde i 1877 og ligger begravet på kirkegården i Laeken ved Bruxelles.
Joseph van der Linden må ikke forveksles med Baron Joseph van der Linden, d'Hooghvorst, (1782-1846), der blev medlem af nationalkongressen og var bror til et andet medlem af den provisoriske regering Emmanuel van der Linden d'Hooghvorst.